# Bussen (bjerg)
 For alternative betydninger, se Bussen. (Se også artikler, som begynder med Bussen)
Bussen er et bjerg i det sydlige Tyskland, i regionen Oberschwaben, med en højde på 767 meter. Det er beliggende på grænsen mellem Schwäbische Alb og Oberschwaben. Det er et af de mest besøgte pilgrimsrejsesteder i Oberschwaben, hvorfra det også har udsigt til Alperne mere end 100 kilometer mod syd. 
.
 Der er for få eller ingen kildehenvisninger i denne artikel, hvilket er et problem. Du kan hjælpe ved at angive troværdige kilder til de påstande, som fremføres i artiklen.

48°09′43″N 9°33′19″Ø / 48.1619°N 9.5553°Ø